# HAT-P-7b
HAT-P-7b (hay Kepler -2b) là một Hành tinh ngoài hệ Mặt Trời được phát hiện vào năm 2008. Nó quay quanh rất gần với ngôi sao chủ của nó, HAT-P-7 trong chòm sao Thiên Nga. Nó có kích thước lớn hơn và khối lượng nặng hơn Sao Mộc. Do nhiệt độ cực cao mà nó nhận được từ ngôi sao của nó, nhiệt độ ban ngày được dự đoán là 2730 +150
−100 </br> +150
−100 K. HAT-P-7b cũng là một trong những hành tinh đen tối nhất từng được quan sát, với độ phản xạ ít hơn 0,03-có nghĩa là nó hấp thụ hơn 97% của ánh sáng có thể nhìn thấy rằng tấn công nó.

## Lịch sử
Hệ thống GSC 03.547-01.402 là trong ban đầu trường nhìn của Kepler Sứ mệnh tàu vũ trụ, trong đó khẳng định quá cảnh và tài sản quỹ đạo của hành tinh này với cải thiện đáng kể sự tự tin và quan sát che khuất và đường cong ánh sáng đặc điểm phù hợp với một bầu không khí hấp thụ mạnh với hạn chế bình lưu sang phía bên đêm. Khi tự thử nghiệm trên HAT-P-7b, Kepler đã chứng minh rằng nó đủ nhạy để phát hiện các ngoại hành tinh giống Trái đất.
Vào tháng 8 năm 2009, người ta đã thông báo rằng HAT-P-7b có thể có quỹ đạo ngược, dựa trên các phép đo hiệu ứng Rossiter của McLaughlin. Thông báo này được đưa ra chỉ một ngày sau khi thông báo về hành tinh đầu tiên được phát hiện với quỹ đạo như vậy, WASP-17b.
Vào tháng 1 năm 2010, người ta đã phát hiện ra các biến thể ánh sáng elip được phát hiện cho HAT-P-7b, phát hiện đầu tiên của loại này. Phương pháp này phân tích sự thay đổi độ sáng gây ra bởi sự quay của một ngôi sao khi hình dạng của nó bị biến dạng theo chiều dọc của hành tinh.
Vào ngày 4 tháng 7 năm 2011, HAT-P-7b là chủ đề quan sát khoa học thứ một triệu của Kính viễn vọng Không gian Hubble.

## Thời tiết
Vào tháng 12 năm 2016, một bức thư được xuất bản trong Thiên văn học thiên nhiên của Tiến sĩ David Armstrong và các đồng nghiệp của ông đã mô tả bằng chứng về các luồng gió mạnh có tốc độ thay đổi trên HAT-P-7b. Sự thay đổi cao về tốc độ gió sẽ giải thích các biến đổi tương tự trong ánh sáng phản chiếu từ bầu khí quyển của HAT-P-7b. Đặc biệt, điểm sáng nhất trên hành tinh thay đổi pha hoặc vị trí của nó trong khoảng thời gian chỉ hàng chục đến hàng trăm ngày, cho thấy sự thay đổi cao về tốc độ gió toàn cầu và độ che phủ của đám mây. Các mô hình ngưng tụ của HAT-P-7b dự đoán lượng mưa của Al 2 O 3 (corundum) ở phía đêm của bầu khí quyển của hành tinh. Bởi vì đá quý corundum là hồng ngọc và saphia, người ta có thể mô tả thời tiết giả định ở phía đêm của hành tinh là "hồng ngọc và saphia mưa".